# Hamad bin Ísá Ál Chalífa
Hamad bin Ísá bin Salmán Ál Chalífa (arabsky حمد بن عيسى بن سلمان آل خليفة‎, * 28. ledna 1950 Riffa, Bahrajn) je od roku 2002 prvním králem Bahrajnu. Od roku 1999 byl emírem.
Jeho otcem byl první emír Bahrajnu Ísá bin Salmán Ál Chalífa. Následník trůnu od roku 1964. V roce 1968 dostudoval Mons Officer Cadet School v městě Aldershot (hrabství Hampshire, Anglie) a ve stejném roce byl pověřen organizovat ozbrojené síly Bahrajnu. V období 1971–1988 zastával funkci ministra obrany země a podílel se na tvorbě letectva Bahrajnu.
Na trůn nastoupil 6. března 1999 po smrti svého otce emíra Ísy II. Ál Chalífy.

## Rodina
- První manželka Hamada (od 1968) je šejcha Sabika bint Ibrahím Ál Chalífa (* 1948), jeho sestřenice. Děti: následník trůnu šejch Salmán (* 1969), šejch Abdalláh (* 1975), šejch Chalífa (* 1977) a šejcha Nadžla (* 1981).
- Druhá manželka je Šeja bint Hasan al-Chrajješ al-Adžmi. Děti: šejch Nasser (* 1987) a šejch Chalid (* 1989).
- Třetí manželka je dcera šejcha Fajsala ibn Muhammada ibn Šuraima al-Marri. Děti: šejch Fajsal (1991–2006), šejcha Núra a šejcha Munira.
- Čtvrtá manželka je dcera Džabora an-Naimi. Děti: šejch Sultán, šejcha Chysa a šejcha Rima.[2]

## Vyznamenání
- velkostuha Řádu jordánské hvězdy – Jordánsko, 1. února 1967[3]
- člen I. třídy Řádu dvou řek – Irák, 22. února 1969[3]
- speciální třída Řádu Muhammada – Maroko, 16. října 1970[3]
- velkostuha Nejvyššího řádu renesance – Jordánsko, 1. září 1972[3]
- velkohvězda Řádu koruny – Írán, 28. dubna 1973[3]
- velkostuha Řádu republiky – Egypt, 24. června 1973[3]
- Řád krále Abd al-Azíze I. třídy – Saúdská Arábie, 4. dubna 1976[3]
- člen I. třídy Řádu hvězdy Indonéské republiky – Indonésie, 8. října 1977[3]
- velkokříž Národního řádu za zásluhy – Mauritánie, 1. dubna 1978[3]
- čestný rytíř-komandér Řádu svatého Michala a svatého Jiří – Spojené království, 15. února 1979[3]
- člen I. třídy Řádu velkého dobyvatele – Libye, 1. září 1979[3]
- velkokříž Řádu Isabely Katolické – Španělsko, 4. prosince 1981[4][3]
- řetěz Řádu al-Husajna bin Alího – Jordánsko, 4. listopadu 1999
- řetěz Řádu Zajda – Spojené arabské emiráty, 2. února 2005[3]
- člen I. třídy Řádu jednoty – Jemen, 25. března 2010[3]
- řetěz Řádu krále Abd al-Azíze – Saúdská Arábie, 16. dubna 2010
- velkokříž Řádu Dannebrog – Dánsko, 4. února 2011[3]
- velkostuha Řádu republiky – Tunisko, 27. června 2016[5]
- řetěz Řádu palestinské hvězdy – Palestina, 10. dubna 2017
- Královský rodinný řád koruny Bruneje – Brunej, 3. května 2017
- velkokříž s řetězem Řádu Jižního kříže – Brazílie, 2021[6]
- velkokříž Národního řádu za zásluhy – Francie[3]